# NGC 6605
NGC 6605 في الفهرس العام الجديد، هي مجرة، تقع في كوكبة الحية. اكتشفت في 31 يوليو 1826 بواسطة جون هيرشل.

## روابط خارجية
- NGC 6605 على موقع ويكي سكاي: DSS2, SDSS, GALEX, IRAS, Hydrogen α, X-Ray, Astrophoto, Sky Map, Articles and images